# Melanina plebeia
Melanina plebeia är en tvåvingeart som beskrevs av Malloch 1927. Melanina plebeia ingår i släktet Melanina och familjen lövflugor. Inga underarter finns listade i Catalogue of Life.